# Jane Campion
Jane Campion (født 30. april 1954) er en filminstruktør fra New Zealand, som nu lever i Australien.
Hun har lavet flere af sine film i USA.

## Udvalgte film
- Sweetie (1989)
- An Angel at My Table (1990, filmbiografi af Janet Frame)
- The Piano (1993; vandt en Bodilpris og en Oscar)
- The Portrait of a Lady (1996, efter en Henry James-roman)
- In the Cut (2003)
- The Power of the Dog (2021)